# Colliers Classic
Colliers Classic er et endagscykelløb som bliver kørt i Århus. Løbet bliver traditionen tro kørt dagen efter Grand Prix Herning. Det er et – efter danske forhold – forholdsvis kuperet løb. Selvom det ikke er betragtet som kuperet med internationale øjne er løbet aldrig blevet afgjort i en massespurt indtil 2007 hvor Juan José Haedo vandt løbet. Løbet bliver afsluttet med nogle omgange i Århus, som godt kunne give anledning til en massespurt.
Løbet anses for lige så hårdt som Grand Prix Herning selvom løbet ikke er nær så teknisk krævende, er det til gengæld meget mere hårdt på grund af dens bakker.[kilde mangler]

## Vindere igennem tiden
| - 2007 Juan José Haedo - 2006 Erwin Thijs - 2005 Jakob Moe Rasmussen - 2004 Kurt-Asle Arvesen - 2003 Jakob Piil - 2002 Laurent Jalabert - 2001 Michael Sandstød - 2000 Arvis Piziks - 1999 Allan Johansen - 1998 Romāns Vainšteins - 1997 Bjarne Riis |

| Cykling | Spire Denne artikel om cykling er en spire som bør udbygges. Du er velkommen til at hjælpe Wikipedia ved at udvide den. |